# Asia Bibi
Asia Noreen (en urdu: آسیہ نو رین‎) más conocida como Asia Bibi (en urdu: آسیہ بی بی‎), es una mujer católica pakistaní nacida en 1971. Fue juzgada y condenada a muerte por blasfemia en 2010 por un tribunal pakistaní. En octubre de 2018, el Tribunal Supremo de Pakistán la absolvió debido a pruebas insuficientes. La decisión provocó protestas de radicales islamistas en las principales ciudades pakistaníes durante varios días reclamando su ejecución. El 3 de noviembre de 2018 se informó de un acuerdo entre los manifestantes y las autoridades en virtud del cual las autoridades no se opondrían a la presentación de una demanda para revisar el veredicto del Tribunal Supremo, iniciada por un religioso llamado Qari Salam, y lanzarían un procedimiento judicial para impedir que Asia Bibi saliera del país. El 7 de noviembre se informó que había salido de prisión y estaba volando hacia un lugar desconocido. Varios países le han ofrecido asilo.

## El caso
Aasiya Noreen nació y se crio en Ittan Wali, un pequeño pueblo rural en el distrito de Sheikhupura de Punjab, Pakistán, a unos cincuenta kilómetros de Lahore. Los cristianos pobres del distrito, y en otras partes de Pakistán, a menudo tienen ocupaciones de clase baja, como limpiar y barrer. Noreen, que es católica, trabajó como campesina en Sheikhupura para mantener a su familia. Se casó con Ashiq Masih, un fabricante de ladrillos de adobe que tenía tres hijos de un matrimonio anterior, y tuvieron dos hijos más. Noreen y su familia eran los únicos cristianos en el pueblo. Antes de su encarcelamiento, sus compañeros de trabajo la habían instado repetidamente a convertirse al islam.
En junio de 2009, Noreen estaba cosechando con un grupo de trabajadoras del campo en Sheikhupura.[cita requerida] En un momento dado, se le pidió que fuera a buscar agua en un pozo cercano; cumplió, pero se detuvo para tomar un trago con una vieja taza de metal que había encontrado al lado del pozo. Un vecino de Noreen, Musarat, quien había estado involucrado en una pelea con la familia de Noreen por algunos daños a la propiedad, la vio y le dijo enojado que estaba prohibido que un cristiano bebiera agua del mismo utensilio del que beben los musulmanes y que algunos de los otros trabajadores la consideraban impura porque era cristiana, refiriéndose al sistema de castas en Pakistán. Noreen contó que Musarat le dijo: «¡Es cierto, solo eres una cristiana inmunda! Has contaminado nuestra agua y ahora te atreves a hablar del Profeta. Perra estúpida, tu Jesús ni siquiera tenía un padre adecuado, él era un bastardo, ¿no lo sabes?». Noreen cuenta que cuando hizo esas declaraciones despectivas sobre el cristianismo y le exigió que se convirtiera al islam, ella respondió: «Creo en mi religión y en Jesucristo, quien murió en la cruz por los pecados de la humanidad. ¿Qué hizo su profeta Mahoma para salvar a la humanidad? ¿Y por qué debería ser yo quien se convierta en lugar de usted?». Se produjo una acalorada discusión.
Según Noreen, cinco días después de este incidente, Musarat llevó a una multitud de personas al campo en el que estaba cosechando frutos, acusándola de insultar al profeta Mahoma. Allí, la arrastraron y le dieron un puñetazo en la nariz. El imán local declaró que podía redimirse convirtiéndose al islam o la muerte, a lo que Noreen respondió que no quería renunciar a su fe cristiana, sino que deberían mostrarse misericordiosos con ella ya que era inocente del cargo que Musarat esgrimía contra ella. En el posterior veredicto del tribunal consta otra versión, que una turba llegó a su casa, golpeándola a ella y a los miembros de su familia antes de que la policía se la llevara. La policía inició una investigación sobre sus comentarios, lo que resultó en su arresto bajo la Sección 295 C del Código Penal de Pakistán.
En una entrevista con CNN, el oficial de policía local Muhammad Ilyas afirmó que Noreen dijo que «el Corán es falso y que su profeta permaneció en cama un mes antes de su muerte porque tenía gusanos en la oreja y en la boca. Se casó con Jadiya solo por dinero y luego de saquearla la echó de casa». El imán de la aldea Qari Muhammad Salim, a quien los compañeros de trabajo de Noreen denunciaron la presunta blasfemia, afirmó que Noreen la confesó y se disculpó.
El juez, Naveed Iqbal, quien la condenó a muerte, entró en la celda y le ofreció convertirse al islam para salir libre. Asia respondió que prefería morir como cristiana que salir de la prisión siendo musulmana. También añadió a su abogado: “He sido juzgada por ser cristiana. Creo en Dios y en su enorme amor. Si el juez me ha condenado a muerte por amar a Dios, estaré orgullosa de sacrificar mi vida por Él”.
Las medidas de seguridad en torno a Asia Bibi en la cárcel de Sheikhupura, cerca de Lahore (Pakistán) se reforzaron después de la operación militar que mató a Osama Bin Laden. Permanecía en aislamiento y cocinaba su propia comida para evitar ser envenenada.
El imán Yusef Qureshi, de Peshawar, ofreció 500 000 rupias (cerca de 4100 euros) por la muerte de Asia Bibi.

## Asesinatos por oponerse a la ejecución de Asia Bibi
El 4 de enero de 2011, en el Mercado Kohsar de Islamabad, el Gobernador de Punyab, Salman Taseer, fue asesinado por un miembro de su seguridad Malik Mumtaz Hussein Qadri, por su defensa de Noreen y por oponerse a la ley sobre la blasfemia.
El ministro de Minorías, Shahbaz Bhatti único cristiano miembro del gabinete de Pakistán, también fue asesinado el 2 de marzo de 2011 por su posición sobre las leyes de blasfemia. Fue muerto a tiros por hombres armados que emboscaron su automóvil cerca de su residencia en Islamabad.

## Respuesta internacional tras la condena
La sentencia de muerte de Noreen provocó la indignación internacional y una fuerte condena por parte de organizaciones no gubernamentales que defienden a los cristianos perseguidos, así como de grupos en defensa de los derechos humanos como Amnistía Internacional y Human Rights Watch, quienes vieron las leyes de blasfemia como una forma de persecución religiosa y reclamaron su abolición. El papa Benedicto XVI pidió públicamente el indulto para Noreen. En su declaración, describió su "cercanía espiritual" con Noreen e instó a que se respeten la "dignidad humana y los derechos fundamentales de todos en situaciones similares".
Su caso también logró una amplia cobertura mediática, y el periodista estadounidense John L. Allen, Jr. escribió que Aasia es "casi con toda seguridad la trabajadora agrícola analfabeta punjabi y madre de cinco hijos más famosa en el planeta". Según Allen, se había convertido en una celebridad entre los activistas cristianos, un caso inusual en el que los casos de discriminación contra las minorías cristianas suelen recibir poca atención en la prensa. Se organizaron varias campañas digitales para protestar por su encarcelamiento a través de peticiones en línea, tendencias de Twitter y conciertos. Ooberfuse, una banda de pop cristiana con sede en el Reino Unido, colaboró con la Asociación Cristiana Pakistaní Británica, y lanzó una canción titulada "Free Aasia Bibi" con un vídeo musical que incluía "un retrato visual perturbador de las escuálidas condiciones de la prisión donde Bibi permanece". También fue objeto de libros y documentales.
Una petición creada por La Voz de los Mártires, una organización que ayuda a los cristianos perseguidos, recibió más de 400 000 firmas de personas de más de 100 países. Otra petición, organizada por el Centro Americano para la Ley y la Justicia (ACLJ), obtuvo más de 200 000 firmas y solicitó la paralización de la ayuda de Estados Unidos a Pakistán (en torno a ocho mil millones de dólares) mientras se permita la persecución de las minorías en ese país.
Umar Al-Qadri, un clérigo islámico en Irlanda, pidió la liberación de Noreen y declaró que apoyaría a las organizaciones que deseen lo mismo, sosteniendo que "Aasia Bibi es un caso en el que la señora niega que haya cometido una blasfemia, y en base a eso sería suficiente para que el tribunal la liberara, pero desafortunadamente esa ley en particular, la ley de blasfemia en Pakistán, no representa la verdadera enseñanza islámica".
En España, la asociación HazteOir.org organizó diversos actos de solidaridad.
También, el marido de Aasia Bibi se puso en contacto con el exterior gracias a la ayuda de Aid to the Church in Need (ACN) que les sirvió como altavoz para comunicarse con el gobierno de Italia cuando ella todavía estaba en prisión. El marido de Aasia, Ashiq, dijo: “Estamos extremadamente preocupados porque nuestras vidas están en peligro. Ya no tenemos ni para comer, porque no podemos salir de casa para comprar comida”. También el abogado que la defendía tuvo que salir del país porque su vida estaba en peligro. 

## Absolución
El Tribunal Supremo de Pakistán la absolvió el 31 de octubre de 2018 y anuló la sentencia de muerte que le había sido impuesta bajo la acusación de insultar al profeta Mahoma en 2009, en medio de amenazas y protestas de grupos islamistas que pedían su ejecución.
Salió de la cárcel el 7 de noviembre de 2018 y fue trasladada "a un lugar seguro" según el gobierno hasta que se pronunciara el Tribunal Supremo. El 29 de enero de 2019 el Tribunal Supremo paquistaní desestimó la apelación contra su absolución y Asia Bibi quedó definitivamente en libertad.